# Pedicinus cercocebi
Pedicinus cercocebi är en insektsart som beskrevs av Oskar Kuhn och Ludwig 1967. Pedicinus cercocebi ingår i släktet Pedicinus och familjen Pedicinidae. Inga underarter finns listade i Catalogue of Life.